# František Trávníček
 (mars 2015).
Si vous disposez d'ouvrages ou d'articles de référence ou si vous connaissez des sites web de qualité traitant du thème abordé ici, merci de compléter l'article en donnant les références utiles à sa vérifiabilité et en les liant à la section « Notes et références ».
František Trávníček, né le 17 août 1888 à Spešov près de Blansko et mort le 6 juin 1961 à Brno, était professeur de tchèque à l'Université de Brno, membre de l'Académie des sciences, président de sa commission linguistique et député de l'Assemblée nationale.

## Publications
- Úvod do české fonetiky[1],[2]